# Олаф I (король Мэна)
Олаф Годредарсон Рыжий (др.-сканд. Óláfr Guðrøðarson, гэльск. Amlaíb mac Gofraid, англ. Olafr Godredsson) (умер 23 июня 1153) — король Мэна и Островов (1112/1113 — 1153), младший (третий) сын Годреда (Гофрайда) Крована, короля Мэна и Островов. Олаф был свидетелем борьбы за власть между его двумя старшими братьями Легманном и Харальдом после смерти их отца. Позднее Олаф воспитывался при дворе английского короля Генриха I Боклерка (1110—1135). В 1153 году Олаф Рыжий был убит тремя племянниками, сыновьями своего брата Харальда. Его старший сын Годред вернулся из Норвегии и подавил восстание Харальдссонов и занял королевский престол Островов.
Его отец, Годред (Гофрайд) Крован (ум. 1095), управлял Гебридскими островами и островом Мэн. Ему наследовал в 1095 году его старший сын Легманн Годредарсон (1095—1098). Против Легмана поднял мятеж его младший брат Харальд, который потерпел поражение и был ослеплен. В 1098 году Гебриды и остров Мэн подчинил своей власти норвежский король Магнус III Голоногий (1093—1103). Легман было взят в плен Магнусом, который передал Оркнейские, Шетландские, Гебридские острова и остров Мэн в управление своему сыну Сигурду, будущему королю Норвегии Сигурду Крестоносцу. В 1112/1113 году при содействии английского короля Генриха I Олаф был восстановлен на отцовском престоле.
Олаф имел по крайней мере две жены. Его первой женой была Ингибьёрг, дочь оркнейского ярла Хакона Пальссона (ум. 1123). Вторично Олаф женился на Аффраик, дочери Фергуса, лорда Галлоуэя (ум. 1161). Одна из его дочерей, Рагнхильда, стала женой Сомерленда, лорда Аргайла и короля Островов (ум. 1164).
В 1152 году Годред, старший сын Олафа, отправился в Норвегию ко двору короля Инге Харальдссона. В следующем 1153 году три племянника Олафа, сыновья его брата Харальда, потребовали от дяди раздела королевства и после отказа убили его. В том же году Годред Олафссон вернулся из Норвегии, подавил восстание двоюродных братьев и вернул королевский престол.

## Исторический фон
Олаф был младшим сыном Годреда Крована, короля Островов и Дублина (ум. 1095). Точное происхождение Годреда (Гофрайда) Крована неизвестно. Возможно, он был сыном или племянником Ивара Харальдссона, короля Дублина (ум. 1054), или Олафа Кварана, короля Нортумбрии и Дублина (ум. 981). После поражения Харальда Жестокого от англосаксов в битве при Стэмфорд-Бридж в 1066 году Годред Крован бежал на остров Мэн ко двору Гофрайда мак Ситрика, короля Островов. После смерти Гофрайда в 1070 году ему наследовал его сын Фингал. В 1079 году после смерти Фигнала Годред (Гофрайд) Крован занял королевский престол на острове Мэн. В 1091 году Годред Крован получил королевский трон Дублина. В 1094 году Годред Крован был изгнан королём Мунстера Муйрхертахом Уа Бриайном, который захватил Дублин. В 1095 году после смерти Годреда Крована королевский трон унаследовал его старший сын Легманн Годредарсон (1095—1098). Его младший брат Харальд также претендовал на престол, но был взят в плен, ослеплен и кастрирован.
Согласно «Хроникам Мэна», в 1096 году король Мэна Легманн столкнулся с внутренней оппозицией, которая поддерживала его младшего брата Олафа. Противники Легмана обратились к верховному королю Ирландии и королю Мунстера Муйрхертаху Уа Бриайну, чтобы он отправил на остров Мэн временного регента для управления до совершеннолетия Олафа. Муйрхертах прислал на остров своего племянника Домналла мак Тадга (ум. 1115). Домналл мак Тадг имел сильные семейные связи на островах, его мать Мор была дочерью Эхмаркаха мак Рагнайлла (ум. 1064/1605), короля Дублина, Мэна и Островов. Правление Домналла на острове Мэн было кратким.
В 1098 году норвежский король Магнус Голоногий организовал и возглавил военную экспедицию на острова. Он захватил Гебридские острова и остров Мэн, взяв в плен короля Островов Легманна Годредарсона. Новым правителем островом Магнус Голоногий назначил своего сына Сигурда. Магнус перезимовал на островах и летом вернулся в Норвегию. Через четыре года, в 1102/1103 году Магнус Голоногий предпринял вторую экспедицию на запад. Норвежский король заключил династический союз с верховным королём Ирландии Муйрхертахом Уа Бриайном, женив своего сына Сигурда Магнуссона в 1103 году на его дочери Блахмин (Бладмуньйо). В том же 1103 году Магнус был убит в Ольстере, его сын Сигурд сразу отказался от невесты и вернулся в Норвегию, где разделил королевский трон с двумя братьями.

## Восстановление династии Крованов
Согласно «Хроникам Мэна», Легманн Годредарсон отказался от королевского престола и отправился в крестовый поход на Иерусалим, во время которого он скончался. Вероятно, Легманн участвовал в крестовом походе норвежского короля Сигурда Крестоносца в 1107—1110 годах.
В 1111 году Домналл мак Тадг вторично захватил остров Мэн, возможно, с помощью короля Айлеха Домналла Уа Лохлайна, противника династии Уа Бриайн. В 1112 или 1113 году при содействии английского короля Олаф Годредарсон, воспитанный при английском королевском дворе, вернулся себе королевский престол на островах.
Король Островов Олаф Рыжий занимался церковными реформами и построил Рашенское аббатство на острове Мэн.
Согласно Хроникам Мэна, Олаф был женат на Аффраик, дочери могущественного шотландского магната Фергуса, лорда Галлоуэя (ум. 1161). Хроники также сообщают, что, кроме жены, У Олафа было много наложниц, от которых у него было три сына и несколько дочерей. «Сага об оркнейцах» передает, что Олаф был также женат на Ингибьёрг, дочери оркнейского ярла Хакона Пальссона (ум. 1123). Рагнхильда, внебрачная дочь Олафа, стала женой Сомерленда (ум. 1164), лорда Аргайла и будущего короля Островов.

## Смерть
В июне 1153 года король Островов Олаф Рыжий был убит своими племянниками. Согласно Хроникам Мэна, три сына покойного Харальда, брата Олафа, собрали большое войско и потребовали от своего дяди разделить с ними Королевство островов. Во время совета в Рамси один из воинов племянников под имени Рагналл ударил Олафа топором и обезглавил его. После гибели Олафа Рыжего его племянники разделили между собой остров Мэн. Затем братья совершили военный поход на Галлоуэй против лорда Фергуса, тестя Олафа. Согласно Хроникам Мэна, вторжение на Галлоуэй было отбито с большими потерями для островитян. Осенью 1153 года из Норвегии с войском вернулся Годред Олафссон, старший сын Олафа Рыжего. Годред подавил мятеж своих двоюродных братьев и вернул себе отцовский королевский престол.
Кроме старшего сына Годреда, у Олафа Рыжего было ещё три сына: Рёгнвальд, Легманн и Харальд и неназванные дочери.